# Korkia-Huovari
Korkia-Huovari är en ö i Finland. Den ligger i Finska viken och i kommunen Vederlax i landskapet Kymmenedalen, i den södra delen av landet. Ön ligger omkring 41 kilometer öster om Kotka och omkring 150 kilometer öster om Helsingfors.
Öns area är 2,4 hektar och dess största längd är 230 meter i sydväst-nordöstlig riktning.